# Operatie Rode Storm
Operatie Rode Storm is een boek van de Amerikaanse schrijvers Tom Clancy en Larry Bond over een Derde Wereldoorlog tussen de NAVO en het Warschaupact, die zich midden jaren 80 afspeelt. Het spelsoftwarebedrijf Ubisoft Red Storm (opgericht als Red Storm Entertainment) is naar dit boek genoemd en mede door Clancy opgericht.

## Het verhaal
Azerbeidzjaanse islamitische terroristen plegen een succesvolle terroristische aanval op de grootste Siberische olieraffinaderij in Nizjnevartovsk. De potentiële gevolgen voor de Sovjeteconomie zijn catastrofaal, en het Politbureau ziet in dat het om steun van het Westen moet vragen in ruil voor vernederende concessies. Om dit te voorkomen besluit men de olievelden van het Midden-Oosten te bezetten. En omdat dit een reactie van de NAVO uit zal lokken, dient deze eerst uitgeschakeld te worden. Als West-Duitsland bezet is en de NAVO-troepen daar verslagen, zal NAVO niet meer in staat zijn de bezetting van de Perzische Golf te verhinderen en zullen de Amerikanen (hopelijk voor de Russen) terugvallen op Amerikaanse olie. De voorbereidingen worden voor het buitenland verhuld door een zogenaamde maskirovka (camouflage). Het Politbureau zet het plan door ondanks bedenkingen van Sovjetpolitici en de regering van Oost-Duitsland.
Terwijl de Sovjet-Unie zich naar buiten toe vredelievender voordoet dan voorheen worden de troepen klaargestoomd voor een aanval op West-Duitsland. De KGB laat een bom ontploffen in het Kremlin, waar op dat moment schoolkinderen uit Pskov op excursie zijn. West-Duitsland krijgt de schuld toegespeeld. Het doel van deze misleiding is enerzijds een politiek excuus te hebben voor de aanval op West-Duitsland, en anderzijds een splijting in het Westers bondgenootschap uit te lokken. Terwijl onder leiding van de Sovjet-Unie de West-Duitsers onder woedende verwijten worden bedolven, wordt de aanval voorbereid en plegen Spetsnaz-agenten overal in West-Duitsland sabotage. De West-Duitsers weten echter een van deze agenten te grijpen en vernemen zo te elfder ure dat het Warschaupact op het punt staat aan te vallen. Het verrassingseffect gaat hierdoor grotendeels verloren.
Griekenland en Japan weigeren hun bondgenoten te helpen omdat ze de oorlog zien als een Duits-Russisch conflict, veroorzaakt door een (Duitse) terroristische aanval. Turkije weigert of is niet in staat alleen de strijd met zijn machtige noorderbuur aan te gaan. Hierdoor vinden geen gevechtshandelingen plaats in de Stille Oceaan en in de Middellandse Zee.
In Duitsland breekt echter de storm los. De Warschaupacttroepen rukken over een breed front op, gesteund door de luchtmacht. De eerste slag is echter voor de NAVO: met stealth-vliegtuigen weten ze zware infrastructurele schade in Oost-Duitsland aan te richten. Bovendien worden ook vijf vliegvelden geschikt voor Berievs A-50 zwaar beschadigd. De Russische luchtmacht probeert dit te verhinderen, met slechts zware verliezen aan hun eigen kant tot gevolg. Met minimale verliezen heeft de NAVO de hegemonie in het luchtruim veroverd. De Russische troepen rukken weliswaar op, maar zeer langzaam en met zware verliezen. Ze veroveren die eerste dagen een smalle strook van enkele tot enkele tientallen kilometers breed achter het IJzeren Gordijn, en de noordelijke troepen kunnen hun doel, de havenstad Hamburg, niet bezetten. Dit is een tegenvaller voor de Sovjet-Unie.
Ter zee weet de Sovjet-Unie echter een paar gevoelige klappen uit de delen, die de NAVO aan de rand van de afgrond brengen. De duizenden kilometers oceaan zijn immers voor de Russen een voordeel omdat Amerikaanse goederen en troepen per schip die oceaan moeten oversteken om hun bondgenoten te bereiken, terwijl de Sovjet-Unie maar op een enkele dag sporen van Oost-Duitsland ligt. Amfibische troepen weten de NAVO te verrassen en IJsland in te nemen. Keflavik valt de Russen ongeschonden in handen. Door de beschikbaarheid van Keflavik wordt de radius van de Sovjetluchtmacht belangrijk vergroot en kan de Sovjetmarine uitbreken en NAVO-konvooien op de Atlantische Oceaan bestoken. Dit voordeel wordt direct uitgebuit met een aanval van op IJsland gestationeerde Badgers en Backfires op een belangrijke vloot bestaande uit de vliegdekschepen USS Nimitz, USS Saratoga, USS Saipan, en de Franse Foch. De Foch en de Saipan zinken terwijl de andere vliegdekschepen zwaar beschadigd raken. De aanval is een groot succes dankzij Russische misleiding en blunders aan de zijde van de NAVO. Ook Sovjetonderzeeërs brengen zware schade aan de scheepvaart in de Atlantische Oceaan toe.
In Duitsland staan beide zijden nog steeds tegenover elkaar, maar de tijd werkt in het voordeel van het Warschaupact. De NAVO raakt zoetjesaan door zijn munitie en voorraden heen en kan deze steeds moeilijker aanvullen door de Russische onderschepping van de konvooien op zee. De Sovjets beginnen opnieuw langzaam op te rukken. Bovendien wordt de competente generaal-kolonel Pavel Leonidovich Alekseyev bevorderd tot hoofd van de strijdkrachten in Duitsland, en hij beveelt een aanval bij de stad Alfeld. Hoewel deze door hardnekkige weerstand van de NAVO maar langzaam vordert is het toch duidelijk dat de troepen van het Warschaupact zijn doorgebroken en houdt het NAVO-opperbevel rekening met het verlies van Duitsland ten oosten van de Weser.
Zo ver komt het niet. De Warschaupacttroepen zijn inmiddels te uitgeput en gehavend om hun doorbraak optimaal te kunnen benutten, en de NAVO kan het front stabiliseren. Bovendien lanceren de Amerikanen een aanval met kruisraketten op Keflavik waarbij een groot deel van de Sovjet-bommenwerpers vernietigd of beschadigd wordt. De Sovjet-Unie heeft nu geen luchtoverwicht meer bij IJsland, zodat de NAVO het eiland (na zware strijd) kan heroveren. Bovendien is de NAVO inmiddels achter de ware reden van de oorlog die de Russen zijn begonnen, namelijk olie en hun dreigende gebrek daaraan. De NAVO herziet zijn tactiek en bestookt nu onophoudelijk oliedepots, -bronnen en -raffinaderijen.
Het Politbureau ziet nu ook in dat een conventionele oorlog niet meer te winnen is: de NAVO heeft de bevoorrading hersteld en zal aan kracht winnen, terwijl het oliegebrek het Warschaupact verzwakt. Sommigen stellen voor met de NAVO te praten nu de onderhandelingspositie nog relatief gunstig is, maar het Politbureau overweegt de oorlog te escaleren tot een nucleaire oorlog, gemaskerd door een tweede maskirovka. Men wil een klein nucleair wapen laten afgaan in Oost-Duitsland en dit doen voorkomen als een kernaanval van de NAVO. Dit zou de Sovjets het excuus verschaffen zelf tactische nucleaire wapens te gebruiken. Generaal Alekseyev, het hoofd van de KGB Kosov en niet-stemmend Politbureaulid Sergetov zien dit plan als riskant daar de kans groot is dat dit zal leiden tot het gebruik van strategische kernwapens en uiteindelijk tot een totale nucleaire oorlog.
Zij grijpen de macht, waarna Kosov en de KGB direct eveneens buitenspel worden gezet omdat zij te onbetrouwbaar zijn en bovendien met de nep-aanslag onschuldige kinderlevens moedwillig hebben opgeofferd. Sergetov vormt een troika met twee andere hoge politici die tegen de oorlog zijn, en openen onderhandelingen met de NAVO. Deze is eveneens uitgeput en een wapenstilstand wordt gesloten.